# Asamblea (Occupy-Bewegung)
Asamblea (spanisch, Versammlung) ist der mit der Occupy-Bewegung, ihren Camps und Demonstrationen bekannt gewordene und in diesem Zusammenhang auf die Proteste in Spanien 2011/2012 zurückgehende Begriff für eine öffentliche Versammlung mit Diskussion, in der jeder, auch zufällig anwesende, Teilnehmer Beiträge zur Diskussion und Entscheidungsfindung leisten kann. Die Versammlungen sind an den Grundsätzen der Basisdemokratie und konsensualen Entscheidungsfindung orientiert. Aus gegensätzlichen Positionen heraus sollen neue Ansätze entwickelt werden. Die Asamblea stützt sich auf das Paradigma kollektiver Intelligenz und sieht sich als Gegenentwurf zu konkurrenzorientiertem Kampf. Die Teilnehmer sprechen nacheinander, was das aufmerksame Zuhören ermöglicht.
International in mehr als 1000 Städten, in Deutschland unter anderem in Berlin und Frankfurt, fanden seit Beginn der jeweiligen Occupy-Proteste tägliche Asambleas statt.

## Ablauf
Eine Asamblea kann folgendermaßen ablaufen:
1. Begrüßung durch den jeweils wechselnden Moderator, der die Einhaltung der Regeln, Sprechzeiten und Sprechreihenfolge überwacht.
2. Erinnerung an die Gesten, die während einer Versammlung benutzt werden, um nonverbal Zustimmung, Ablehnung, Einspruch etc. zu signalisieren.
3. Lautes Vorlesen der Tagesordnung bzw. Aufnahme von Tagesordnungspunkten.
4. Abhandlung der Tagesordnungspunkte.
5. Fazit und Bekanntgabe von Ort und Zeit der nächsten Versammlung.

## Human Microphone
Mit Hilfe des menschlichen Mikrofons wird es ermöglicht, dass die ganze Gruppe und Außenstehende die Gruppengespräche mitverfolgen können. Dies dient der Transparenz und der ungeteilten Aufmerksamkeit der Gruppe. Der Redebeitrag wird in Teilen mit möglichst wenigen Worten vorgesprochen und durch Wiederholung der Gruppe verstärkt. Dadurch entstehen kleine Pausen, in denen die Gruppe den Teilbeitrag wiederholt. In diesen Pausen ist es zudem auch für ungeübte Übersetzer möglich, den Redebeitrag fast synchron zu übersetzen.
Das Human Microphone entstand 2011 während der Besetzung des Zuccotti Park, bei der Lautsprecheranlagen durch die Polizei verboten wurden. Trotz dieses Verbotes war es damit möglich, Versammlungen abzuhalten, bei denen die Redebeiträge Einzelner gehört werden konnten. Das menschliche Mikrofon wurde in der Folge international in den Asambleas adaptiert, auch wenn in den einzelnen Städten kein Verbot existierte. Der Eindruck auf Außenstehende war angesichts der Sprechchöre und ungewohnten Gestik häufig verwirrend und konnte an eine religiöse Versammlung erinnern.
„Mic Check“ ist das Schlüsselwort, um zu testen, ob das menschliche Mikrofon funktioniert. Es wird von der Gruppe mit Mic-Check erwidert, womit die Gruppe dem Sprecher das Wort erteilt und fortan seine Worte durch Wiederholung verstärkt.
Viele Menschen, die vorher noch nie vor einer Gruppe gesprochen haben, berichten, dass es ihnen mit Hilfe des Human Microfon bedeutend leichter fällt, vor vielen Menschen zu sprechen.

## Handzeichen
Damit der aktuell stattfindende Redebeitrag nicht unterbrochen wird, stehen den Zuhörern aus der Gebärdensprache abgeleitete Handzeichen zur Verfügung, um ihre Zustimmung oder Ablehnung auszudrücken. Ein Veto, das durch Kreuzen der Arme signalisiert wird, drückt ein schwerwiegendes Bedenken im Sinne der Soziokratie aus. Andere Gesten wiederum signalisieren, worauf eine Sprecherin hinaus will, dass jemand vom Thema abweicht oder dass der aktuelle Beitrag in eine Arbeitsgruppe gehört.
Die wichtigsten Zeichen sind:
- Zustimmung: Wedeln der Hände mit nach oben gestreckten Armen
- Ablehnung: Abklappen der Handgelenke mit nach oben gestreckten Armen
- Veto: Kreuzen der gestreckten Arme über dem Kopf[10]

Das Veto-Zeichen wird nur bei einer Konsens- oder Konsententscheidung benötigt.